# Darla Deschamps
Darla Deschamps (* 5. Mai 1981 in Calgary) ist eine kanadische Skeletonpilotin.
Darla Deschamps lebt in Calgary und ist seit 2004 Skeletonpilotin. Seit 2006 gehört sie dem kanadischen Nationalkader an. Ende 2004 startete sie erstmals im Skeleton-America’s-Cup und wurde in ihrer Heimatstadt 28. Zwei Jahre später kam sie an selber Stelle als Siebte erstmals unter die Besten zehn. 2007 wurde Deschamps Vierte der kanadischen Meisterschaften. Anfang 2008 wurde sie in Park City Zweite. In allen weiteren Rennen des Jahres kam sie auf einstellige Ränge. In der Gesamtwertung des Skeleton-America’s Cup 2007/08 belegte sie Rang zwei. Zur Saison 2008/09 stieg Deschamps in den Skeleton-Intercontinentalcup auf. Dort gewann sie das erste Rennen der Saison, das auf ihrer Heimbahn stattfand. In der folgenden Intercontinentalcup-Saison 2009/10 konnte sie einen Podestplatz erringen. Den Durchbruch schaffte Deschamps in der Saison 2010/11. Von den ersten vier Rennen des Intercontinentalcups gewann sie zwei und wurde zweimal Dritte. Damit schaffte sie den Aufstieg in den Weltcup. In den vier Rennen wurde sie einmal Fünfte, zweimal Vierte und beim letzten Rennen in Cesana schließlich Zweite. Bei der Weltmeisterschaft in Königssee wurde Deschamps Achte.
Schon 2005 gewann sie die offene libanesische Skeleton-Meisterschaft.